# Lot (rzeka)
Lot (wym. [lo]) – rzeka w południowo-zachodniej Francji przepływająca przez departamenty Lozère, Aveyron, Cantal, Lot oraz Lot i Garonna. Ma długość 485 km. Uchodzi do Garonny.

## Geografia

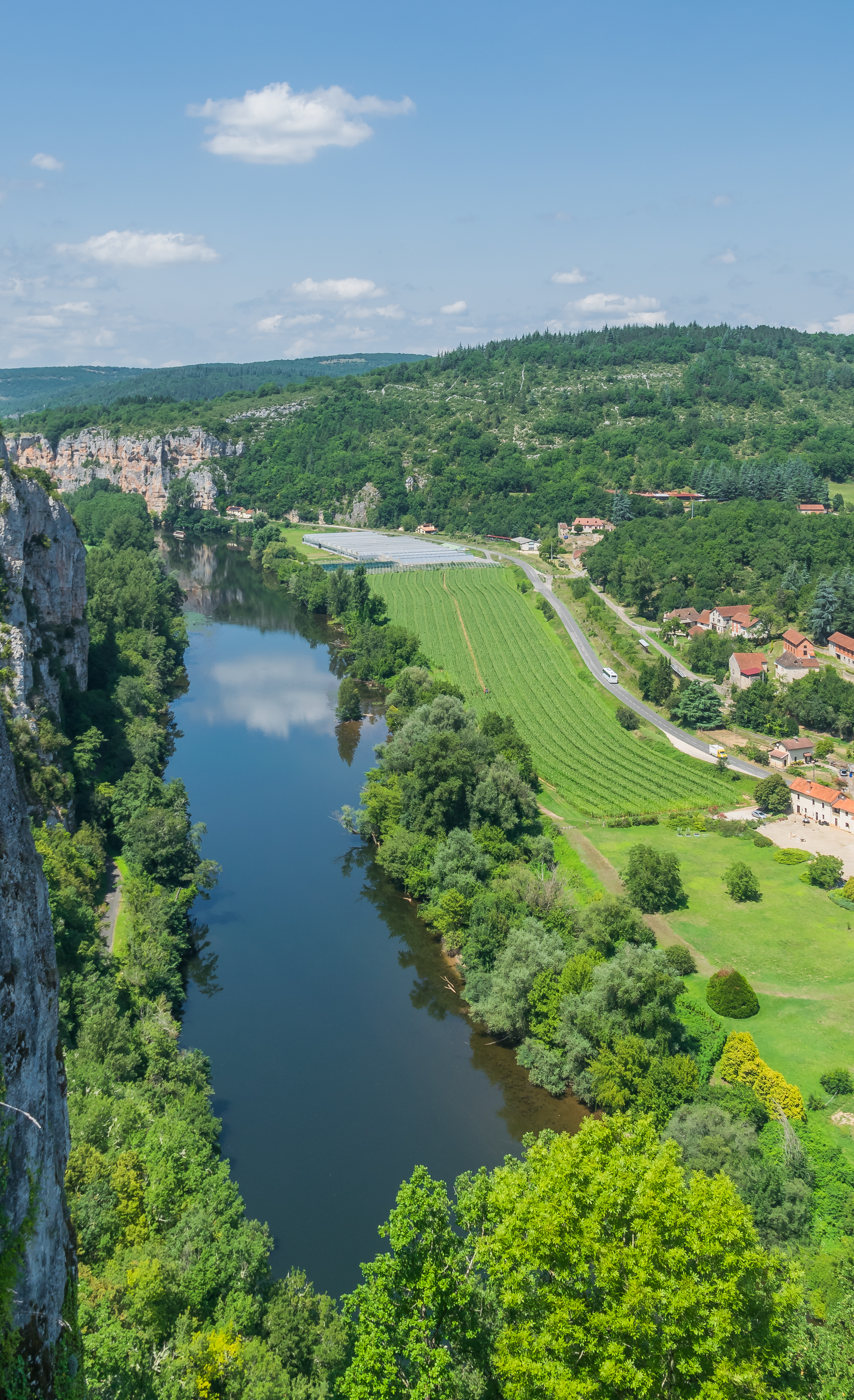
Dolina rzeki Lot widziana z miejscowości Saint-Cirq-Lapopie

Lot ma swoje źródła w Sewennach, na południowym stoku Montagne du Goulet w departamencie Lozère, na terenie gminy Cubières. Generalnie płynie w kierunku zachodnim. Przepływa między innymi przez takie miasta jak Mende, Saint-Geniez-d’Olt, Sainte-Eulalie-d’Olt, Espalion, Estaing, Entraygues-sur-Truyère, Capdenac-Gare, Cahors, Capdenac czy Villeneuve-sur-Lot. Uchodzi do Garonny w gminie Aiguillon.
Lot płynie na terenie 5 departamentów:
Lozère (21 gmin)Badaroux, Bagnols-les-Bains, Balsièges, Banassac-Canilhac, Barjac, Le Bleymard, Bourgs sur Colagne, Canilhac, La Canourgue, Chadenet, Chanac, Cubières, Cultures, Esclanèdes, Mende, Saint-Bonnet-de-Chirac, Saint-Germain-du-Teil, Saint-Julien-du-Tournel, Saint-Pierre-de-Nogaret, Sainte-Hélène i Les Salelles
Aveyron (37 gmin)Almont-les-Junies, Ambeyrac, Asprières, Balaguier-d’Olt, Bessuéjouls, Boisse-Penchot, Bouillac, Capdenac-Gare, La Capelle-Bonance, Castelnau-de-Mandailles, Causse-et-Diège, Coubisou, Decazeville, Entraygues-sur-Truyère, Espalion, Espeyrac, Estaing, Le Fel, Flagnac, Florentin-la-Capelle, Golinhac, Grand-Vabre, Lassouts, Livinhac-le-Haut, Le Nayrac, Pomayrols, Prades-d’Aubrac, Saint Geniez d’Olt et d’Aubrac, Saint-Côme-d’Olt, Saint-Laurent-d’Olt, Saint-Parthem, Saint-Santin, Sainte-Eulalie-d’Olt, Salvagnac-Cajarc, Saujac, Sébrazac i Sénergues
Cantal (2 gminy)Cassaniouze i Vieillevie
Lot (46 gmin)Albas, Anglars-Juillac, Arcambal, Bélaye, Bouziès, Cadrieu, Cahors, Caillac, Cajarc, Calvignac, Capdenac, Castelfranc, Cénevières, Crayssac, Crégols, Cuzac, Douelle, Duravel, Esclauzels, Faycelles, Frontenac, Grézels, Lagardelle, Lamagdelaine, Larnagol, Laroque-des-Arcs, Larroque-Toirac, Luzech, Mercuès, Montbrun, Parnac, Pescadoires, Pradines, Prayssac, Puy-l’Évêque, Saint-Cirq-Lapopie, Saint-Géry, Saint-Jean-de-Laur, Saint-Martin-Labouval, Saint-Pierre-Toirac, Saint-Vincent-Rive-d’Olt, Soturac, Tour-de-Faure, Touzac, Vers i Vire-sur-Lot
Lot i Garonna (25 gmin)Aiguillon, Bias, Bourran, Casseneuil, Castelmoron-sur-Lot, Clairac, Condezaygues, Fongrave, Fumel, Lafitte-sur-Lot, Laparade, Lédat, Monheurt, Monsempron-Libos, Montayral, Nicole, Pinel-Hauterive, Saint-Étienne-de-Fougères, Saint-Georges, Saint-Sylvestre-sur-Lot, Saint-Vite, Sainte-Livrade-sur-Lot, Le Temple-sur-Lot, Trentels i Villeneuve-sur-Lot

## Hydroenergia
Rzeka wykorzystywana do żeglugi i produkcji energii.

## Hydrologia
Uśredniony roczny przepływ rzeki Lot wynosi 151,0 m³/s. Pomiary zostały przeprowadzone na przestrzeni ostatnich 64 lat w miejscowości Villeneuve-sur-Lot. Największy przepływ notowany jest w lutym (289,0 m³/s), a najmniejszy w sierpniu – 32,5 m³/s.

## Dopływy
Lot ma liczne dopływy. Główne z nich (o długości powyżej 10 km) to:
| - Ruisseau de l'Altaret - Ruisseau de l'Esclancide - Bouisset - Rieucros d'Abaïsse - Bramont - Ginèze - Colagne - Doulou - Ruisseau de Mardonenque - Merdanson - Ruisseau des Mousseaux - Boralde de Saint-Chély-d’Aubrac - Boralde de Flaujac - Ruisseau d'Esparrou | - Coussanne - Ruisseau d'Amarou - Truyère - Ruisseau de la Daze - Ruisseau Combenousse - Auze - Dourdou de Conques - Mourjou - Ruisseau de Limou - Riou Mort - Diège - Ruisseau de Cavagnet - Célé - Vers | - Ruisseau de Lacoste - Ruisseau des Valses - Vert - Lissourgues - Ruisseau de Saint-Matré - Thèze - Lémance - Boudouyssou - Masse - Lède - Autonne - Bausse - Salabert - Chautard |